# Иване (Бойник)
Иване (серб. Ивање) — населённый пункт в общине Бойник Ябланичского округа Сербии.

## Население
Согласно переписи населения 2002 года, в селе проживало 88 человек (все сербы).
| Численность населения | Численность населения | Численность населения | Численность населения | Численность населения | Численность населения | Численность населения | Численность населения |
| 1948                  | 1953                  | 1961                  | 1971                  | 1981                  | 1991                  | 2002                  | 2011                  |
| --------------------- | --------------------- | --------------------- | --------------------- | --------------------- | --------------------- | --------------------- | --------------------- |
| 520                   | 544                   | 513                   | 322                   | 187                   | 105                   | 88                    | 36                    |

## Религия
Согласно церковно-административному делению Сербской православной церкви, село относится к Прекопчелицкому приходу Ябланичского архиерейского наместничества Нишской епархии. Возле села расположены руины средневековой церкви XIII—XIV веков.